# John A. Hobson
John Atkinson Hobson (Derby, 6 de julho de 1858 - Londres, 1 de abril de 1940) foi um economista inglês, crítico do Imperialismo. É um dos principais representantes do Novo Liberalismo britânico. Deixou uma obra de mais de 30 volumes, dos quais os mais importantes são, A Evolução do Capitalismo Moderno, e o Imperialismo. Hobson é habitualmente considerado um liberal-socialista. Tinha laços próximos com os socialistas fabiano, porém, decidiu deixar o grupo após a Guerra dos Bôeres, onde a Sociedade Fabiana apoiou as ações imperialistas do Reino Unido. Seu caráter profundamente herético fez com que sua obra, por sua vez, influenciasse autores como Lenin, Rose Luxemburgo e Keynes.
Hobson é um precursor de Schumpeter e Keynes na demonstração de que o crédito, e não a poupança, é a mola financeira da acumulação capitalista. Para ele o excesso de poupança acarreta subconsumo e superprodução.